# Jack (film)
Jack – amerykańska tragikomedia z 1996 roku.

## Obsada
- Robin Williams - Jack Charles Powell
- Diane Lane - Karen Powell
- Brian Kerwin - Brian Powell
- Jennifer Lopez - Pani Marquez
- Bill Cosby - Lawrence Woodruff
- Fran Drescher - Dolores D.D. Durante
- Adam Zolotin - Louis Louie Durante
- Todd Bosley - Eddie
- Seth Smith - John-John
- Mario Yedidia - George
- Jeremy Lelliott - Johnny Duffer
- Jurnee Smollett - Phoebe
- Dani Faith - Jane
- Hugo Hernandez - Victor
- Rickey D’Shon Collins - Eric
- Michael McKean - Paulie
- Allan Rich - Dr Benfante
- Keone Young - Dr Lin
- Irwin Corey - Poppy

## Fabuła
Podczas balu kostiumowego Karen Powell rodzi zdrowego syna zaledwie po 2 miesiącach ciąży. Jak się okazuje chłopiec cierpi na rzadką chorobę - zespół Wernera - dojrzewa i starzeje się 4 razy szybciej niż normalne dzieci. Akcja filmu przenosi się 10 lat później. Jack Powell to 10-latek w ciele 40-latka. Jego prywatny nauczyciel Lawrence Woodruff wyczuwa, że "chłopiec" traci chęć do nauki. Przekonuje rodziców Jacka, by wysłali go do normalnej szkoły. Już pierwszego dnia "chłopiec" zostaje uznany za dziwaka. Wysiłki sprzyjającej mu nauczycielki - pani Marquez - nie zdają się na nic. Jack wraca do domu nieszczęśliwy. Mimo to, Karen przekonuje go, by znowu chodził do szkoły. Grupa jego szkolnych kolegów zaprasza go do udziału w meczu koszykówki. Jego "dorosły" wzrost zapewnia drużynie zwycięstwo. Koledzy odkrywają zalety jego wzrostu: Jack może kupować "świerszczyki" dla nich lub udawać dyrektora szkoły przed matką jednego z nich, Dolores Durante. Ta, oczarowana nim, zaprasza go na drinka. Wkrótce Jack dostaje zawału serca i rodzice decydują o tym, że zostanie w domu.